# إيفا يانيكوفسكي
إيفا يانيكوفسكي (بالمجرية: Éva Janikovszky)‏ ‏ (1926-2003) هيَ كاتبة هنغارية، وُلدت في 23 أبريل 1926 في مدينة زيجيد وتُوفيت في 14 يوليو 2003 في مدينة بودابست.
كَتبت إيفا عدد من الروايات الخاصة بالأطفال والبالغين، ولكنها معروفة بالدرجة الأولى بكتابتها للأطفال، حيثُ تُرجمت بعض كتاباتها إلى 35 لُغة. نُشر الكتاب الأول لها في عام 1957. في عام 1973 فازت بجائزة «ديوتشر جوجندليتراتوربريس».

## روابط خارجية
- إيفا يانيكوفسكي على موقع IMDb (الإنجليزية)
- إيفا يانيكوفسكي على موقع قاعدة بيانات الفيلم (الإنجليزية)
- إيفا يانيكوفسكي على موقع كينوبويسك (الروسية)